# Baiacu biocelatus
O Baiacu biocelatus ou Baiacu figura 8, Tetraodon biocellatus, é um Baiacu dulcicola encontrado no Sudeste Asiático.

## Características
O Baiacu biocelatus chega até os 6 cms.  São peixes coloridos, com riscas amarelo-esverdeadas nas suas costas. These patterns variam geralmente de peixe pra peixe, mais os ocelos que lembram  um oito( o  que da outro nome comum,'Baiacu figura 8'). Baiacus biocelatus são relativamente pacíficos  diferentemente de outros tetraodontidae.Convivem muito bem com peixes como  e Abelhinhas e molinésias, mas como todas as espécies de pufferfish há um risco de incompatibilidade dentro do tanque.
Assim como outros membros da família Tetraodontidae, O baiacu biocelatus é capaz de inflar,mas não o induza a isso,pois o estresse resultante pode matar o animal.

## Dieta
Baiacus são moluscívoros e comem muitos organismos bênticos incluindo mexilões, cardídeos, ostras e krill. Seus dentes em forma de bico, são capazes de quebrar as conchas de suas presas. Em cativeiro,muitos comem caramujos como um substituto dos moluscos de concha dura, ainda que isso mantenha a beak, ainda se mantém suscetíveis à gigantismo.

## Condições no cativeiro

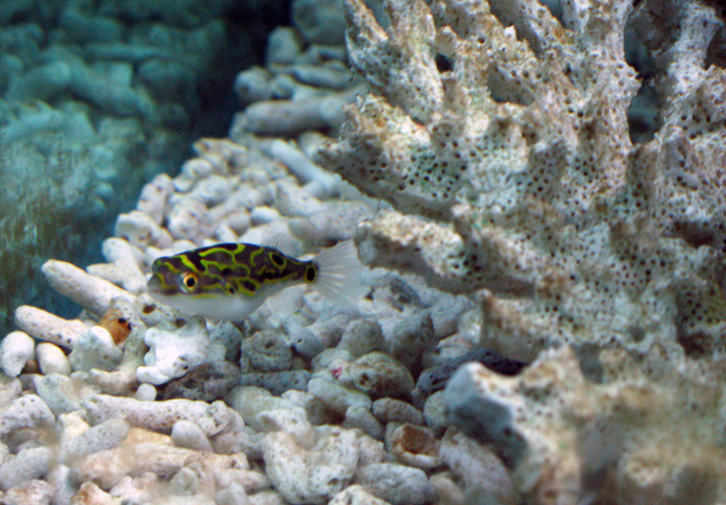
Tetraodon biocellatus se alimentando de krill

Em cativeiro, O baiacu biocelatus requer 15 galões americanos e a temperatura do aquário deve circular entre 24 °C e 28 °C. Eles são sensíveis aos nitritos e nitratos e muitos são introduzidos na ciclagem do aquário. Filtração forte é recomendada.O pH deve refletir a natureza salobra do local aonde esta espécie é encontrada; Deve-se adicionar sal marinho e deixar o ph entre 7.8 e 8.3. A salinidade é de 1.005 a 1.008 em gravidade específica (S.G.) .Respeitadas as exigências este peixe pode viver por mais de 15 anos.